# Oklahoma Badlands
Pour plus de détails, voir Fiche technique et Distribution.
Oklahoma Badlands est un film américain sorti en 1948.

## Fiche technique
- Titre : Oklahoma Badlands
- Titre original :
- Réalisation : Yakima Canutt
- Scénario : Robert Creighton Williams
- Production :
- Société de production :
- Direction musicale :
- Musique : Mort Glickman
- Photographie :
- Direction artistique : Frank Arrigo
- Costumes :
- Montage : James Redd
- Pays de production : États-Unis
- Format : Noir et blanc - Son : Mono (Western Electric Recording)
- Genre : Western
- Durée : 59 minutes
- Dates de sortie :
  - États-Unis : 22 février 1948 (première à New York)

## Distribution
- Allan Lane
- Black Jack
- Eddy Waller
- Mildred Coles
- Roy Barcroft
- Gene Roth
- Earle Hodgins
- Dale Van Sickel
- Jay Kirby
- Claire Whitney